# Aquapark Tatralandia

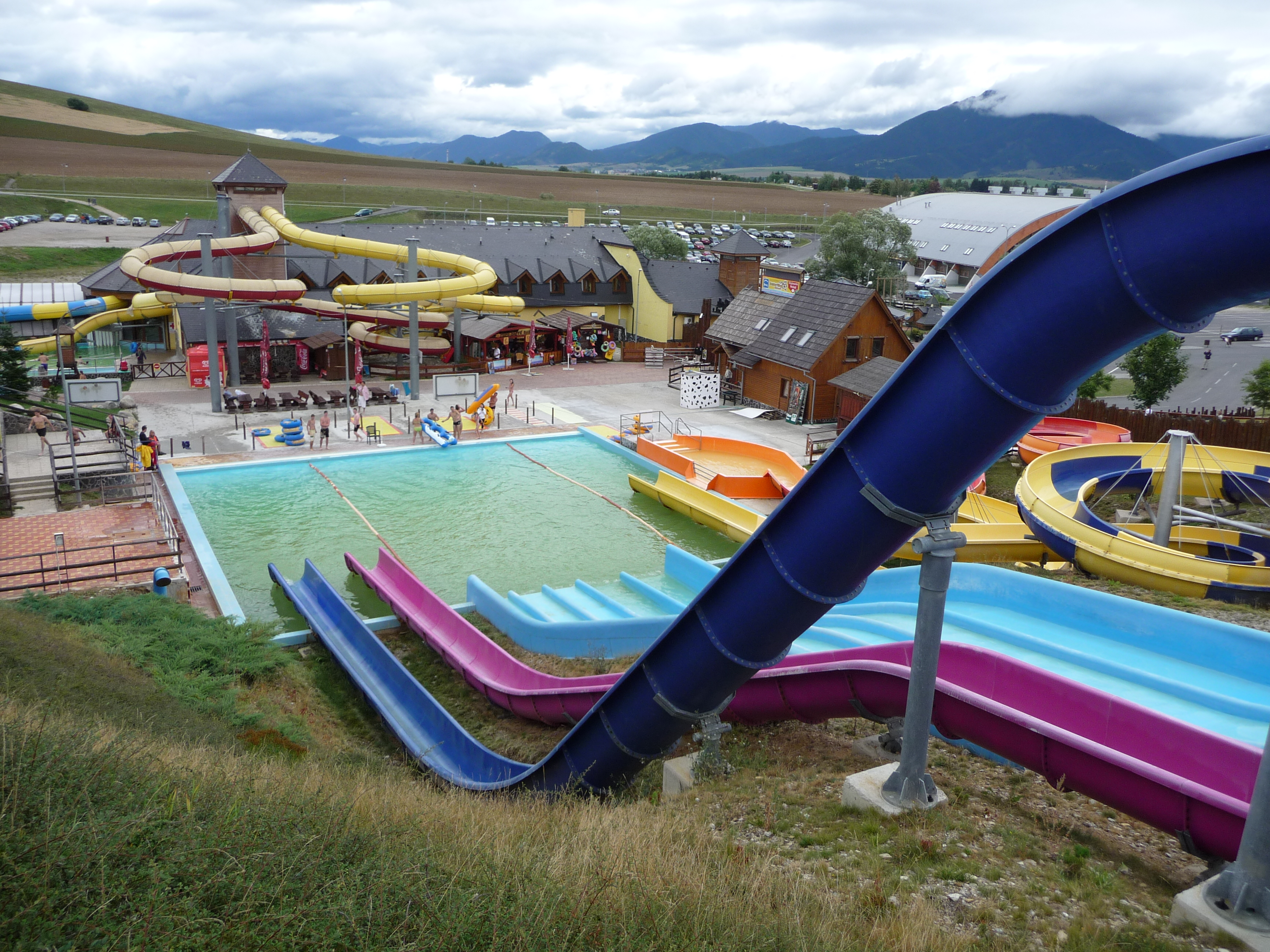
Aquapark Tatralandia

Tatralandia – aquapark położony w Roztokàch, przy Liptowskim Mikułaszu w północnej Słowacji. Jest to główny ośrodek sportów wodnych na Słowacji, popularny również wśród Polaków. Jest czynny przez cały rok. Wyposażony w 14 basenów termalnych, 28 zjeżdżalniami oraz Holiday Village z ponad 700 miejscami noclegowymi. Posiada także wiele obiektów charakterystycznych dla standardowych parków rozrywki, m.in. centrum kongresowe oraz naturalnych rozmiarów Westerncity z amfiteatrem, w którym odbywają się kowbojskie show.